# الربوة الإسبانية

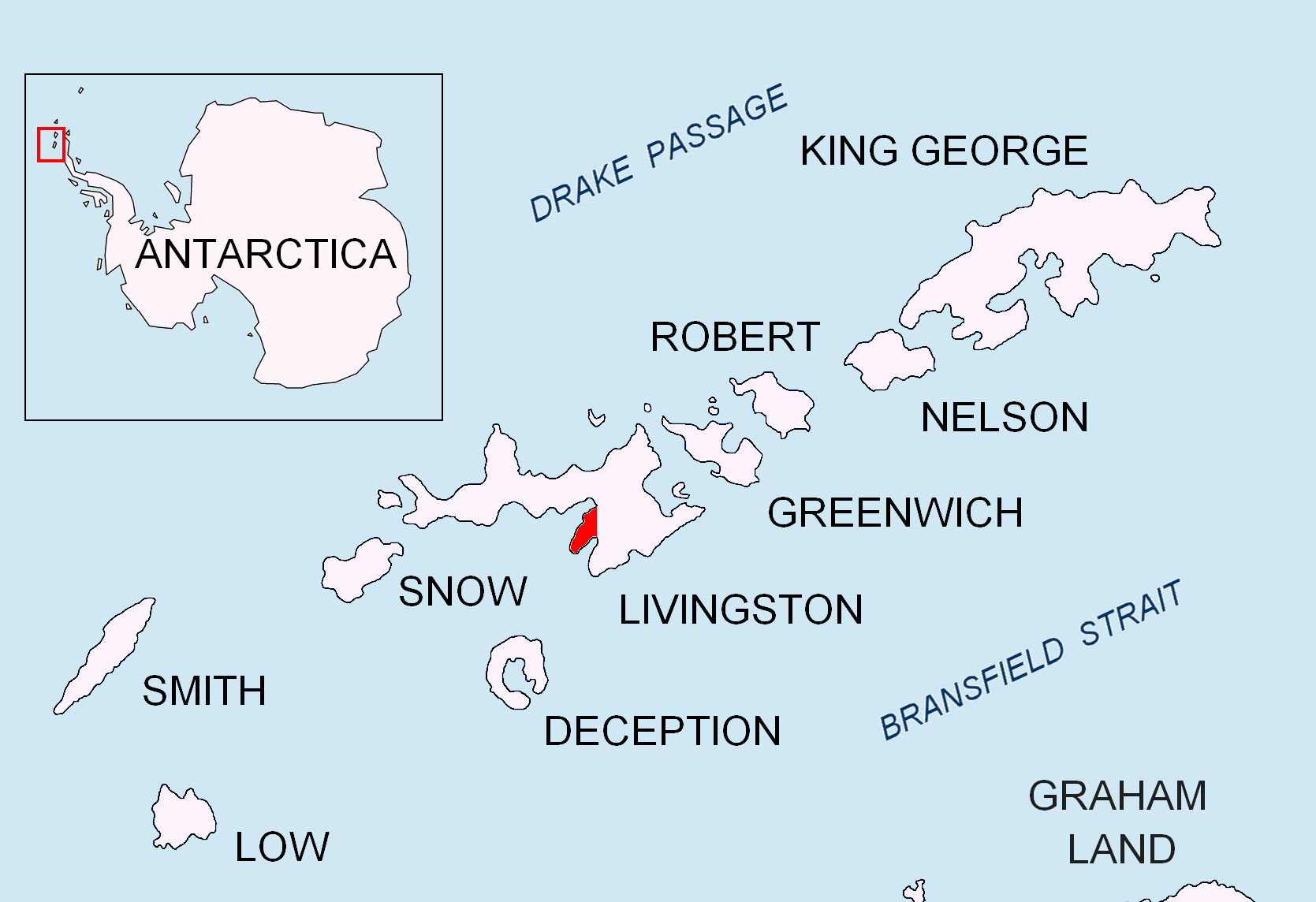
موقع شبه جزيرة هيرد في جزيرة ليفينغستون في جزر شيتلاند الجنوبية.

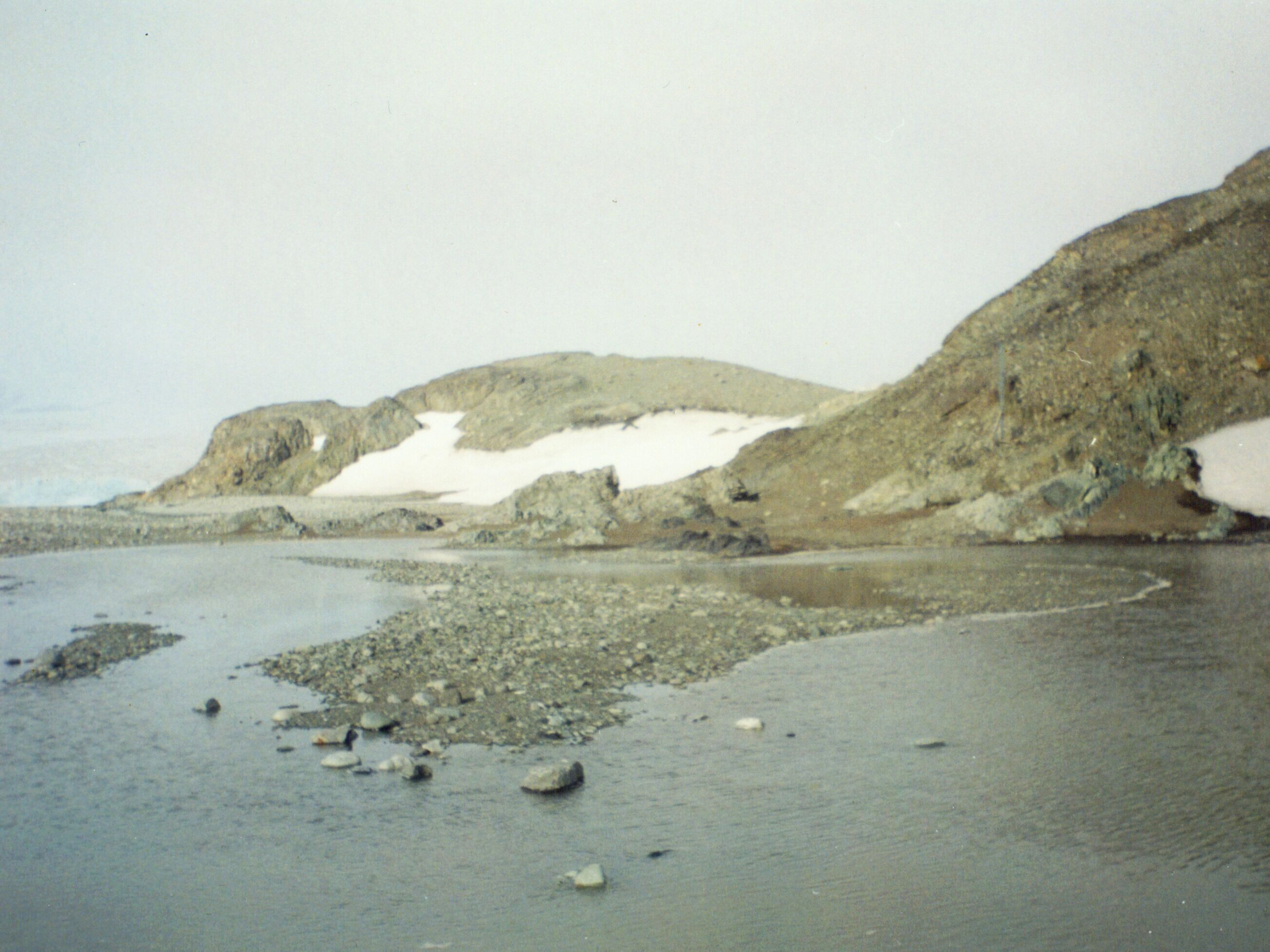
الربوة الإسبانية ، مع تلة Sinemorets على اليمين في المقدمة.

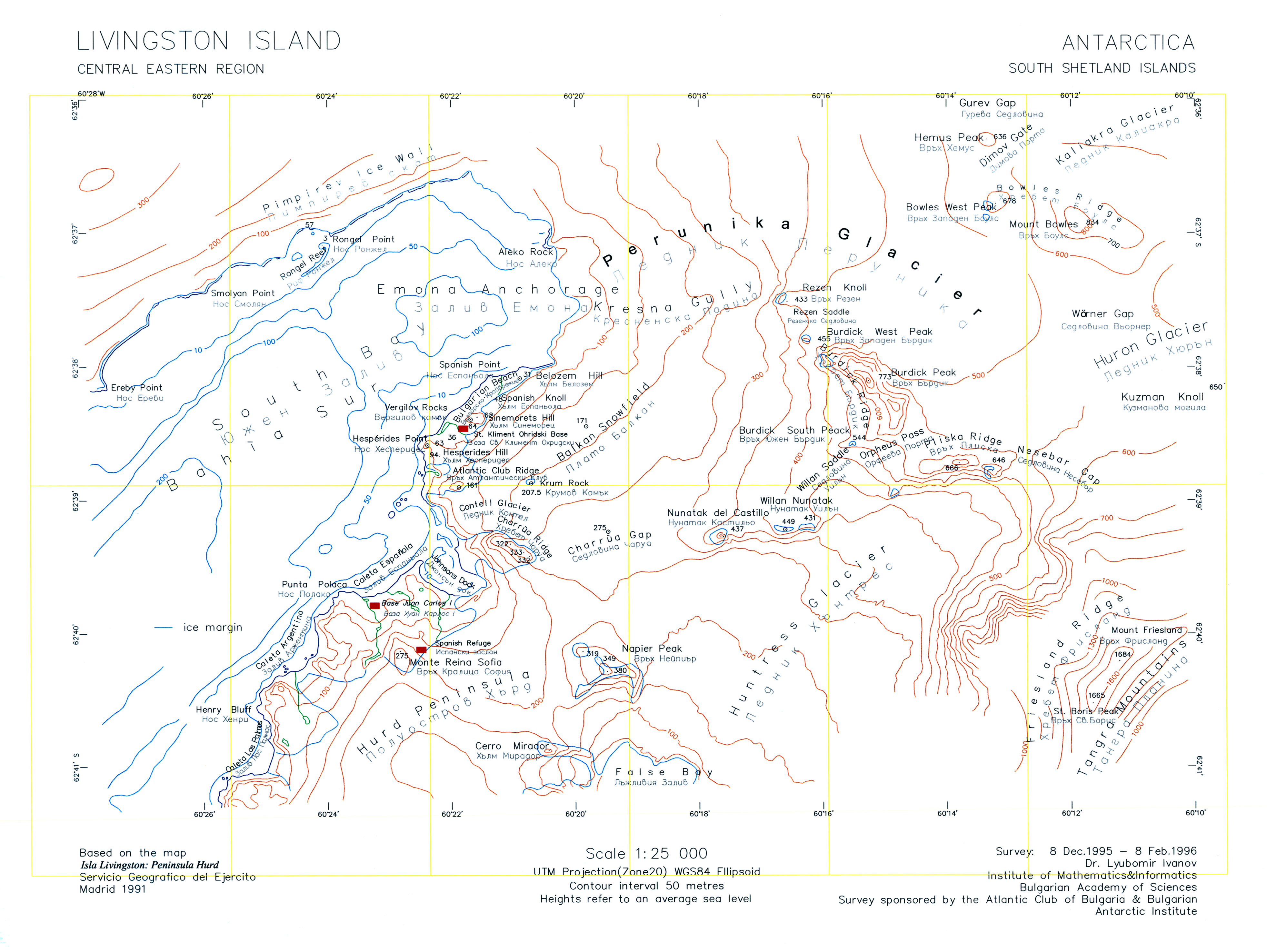
خريطة طبوغرافية لجزيرة ليفينغستون الوسطى الشرقية تعرض الربوة الإسبانية.

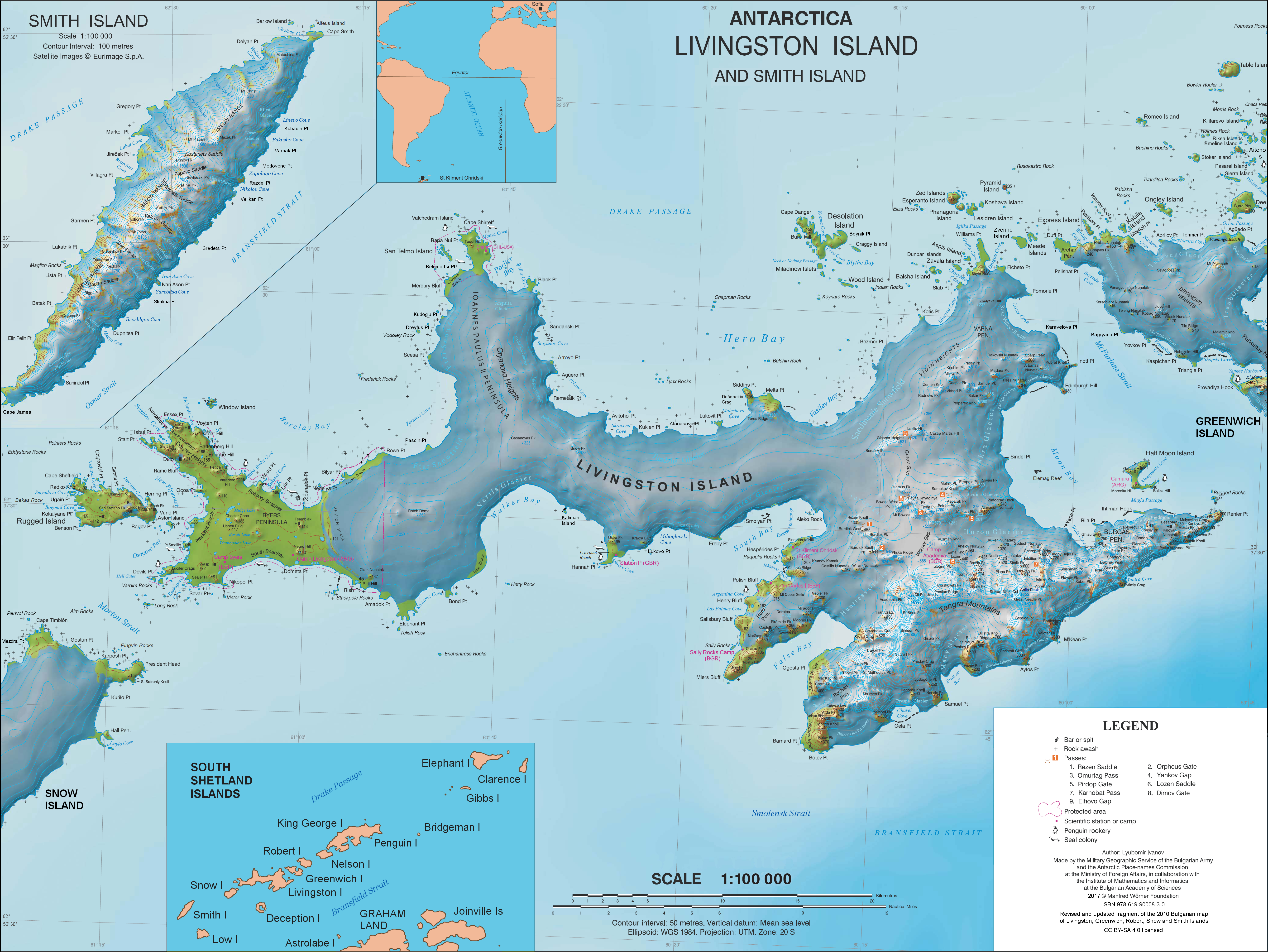
خريطة طبوغرافية لجزيرة ليفينغستون وجزيرة سميث

الربوة الإسبانية (هالم إسبانيولا \ 'إتش آند إم إسبانيولا \) لديها أعلى نقطة بارتفاع 48 مترًا الواقعة على الشاطئ البلغاري في شبه جزيرة هيرد، وتقع شرق جزيرة ليفينغستون في جزر شتلاند الجنوبية ، أنتاركتيكا .
تشتق الخاصية اسمها من النقطة الإسبانية المجاورة التي تتكون من فرع من التل.

## موقعك
الربوة واقعة على احداثيات ، وهي تقع على بعد 370 مترًا شمال شرق تلة سينموريتس، وعلى بعد 290 مترًا جنوبًا غرب سبانيش بوينت التي تكونت من فرع من التل، و 520 مترًا من الغرب إلى الجنوب الغربي من تل بيلوزيم (رسمت الخريطة بالتفصيل بواسطة الخدمة الإسبانية سيرفيسيو جيوجرافيكو ديل إيجيرسيتو في عام 1991. الإحداثيات والارتفاع والمسافات معطاة بالرجوع إلى مسح طوبوغرافي البلغاري 1995-1996).

## خرائط
- جزر شيتلاند الجنوبية. مقياس 1: 200000 خريطة طبوغرافية. DOS 610 Sheet W 62 60. تولورث، المملكة المتحدة، 1968
- اسلاس ليفينجستون والخداع. خريطة طبوغرافية بمقياس 1: 100000. مدريد: الخدمة الجغرافية للجيش، 1991.
- جزيرة ليفينغستون: شبه جزيرة هيرد. 1: 25000 خريطة طبوغرافية بمقياس رسم. مدريد: الخدمة الجغرافية للجيش، 1991.
- إل إل إيفانوف. جزيرة ليفينغستون: المنطقة الوسطى الشرقية . مقياس 1: 25000 خريطة طبوغرافية. صوفيا: لجنة أسماء الأماكن في أنتاركتيكا في بلغاريا، 1996.
- م. إيفانوف وآخرون.. ، أنتاركتيكا: جزيرة ليفينغستون وجزيرة غرينتش، جزر شيتلاند الجنوبية (من المضيق الإنجليزي إلى مضيق مورتون، مع الرسوم التوضيحية وتوزيع الغطاء الجليدي) ، خريطة طبوغرافية بمقياس 1: 100000 ، أسماء الأماكن في أنتاركتيكا، لجنة بلغاريا، صوفيا، 2005
- إل إل إيفانوف. أنتاركتيكا: جزيرة ليفينغستون وجرينتش وروبرت وسنو وجزر سميث. مقياس 1: 120000 خريطة طبوغرافية. ترويان: مؤسسة مانفريد وورنر، 2010.(ردمك 978-954-92032-9-5) (الطبعة الأولى 2009.(ردمك 978-954-92032-6-4)رقم ISBN 978-954-92032-6-4 )
- قاعدة البيانات الرقمية للقطب الجنوبي (ADD). مقياس 1: 250000 خريطة طبوغرافية لأنتاركتيكا. اللجنة العلمية لأبحاث القطب الجنوبي (SCAR). منذ عام 1993 ، يتم ترقيتها وتحديثها بانتظام.
- أنتاركتيكا، جزر شيتلاند الجنوبية، جزيرة ليفينغستون: قاعدة أنتاركتيكا البلغارية. الأوراق 1 و 2. مقياس 1: 2000 خريطة طبوغرافية. وكالة الجيوديسيا ورسم الخرائط والسجل العقاري، 2016. (باللغة البلغارية)

## روابط خارجية
- الربوة الإسبانية. دليل سكار المركب في القطب الجنوبي
- الدليل الجغرافي البلغاري في القطب الجنوبي. لجنة أسماء الأماكن في أنتاركتيكا . (التفاصيل باللغة البلغارية، البيانات الأساسية باللغة الإنجليزية)
- الربوة الإسبانية. صورة القمر الصناعي كوبرنيكس

تتضمن هذه المقالة معلومات من لجنة أسماء الأماكن في أنتاركتيكا في بلغاريا والتي تُستخدم بإذن.